# 私立北鳳高校K.I.E
『私立北鳳高校K.I.E』（しりつほくほうこうこうきい）は、たがみよしひさによる日本の漫画。および、表題作とする短編作品集名。
本頁では、掲題作品と合わせて、短編集収録の作品も取り上げる。

## 私立北鳳高校K.I.E
『ビッグコミックスピリッツ』1986年7号から同年28号まで月1回連載された。話数表記は「World.○」。作中の「枠線外の書き込み」でたがみ自身が明らかにしているところに依れば、ファミリーコンピュータのゲーム作品『ゼルダの伝説』（1986年2月発売）に着想を得た作品である。構想当時はこのようなゲームを題材にした漫画作品は少なかったが連載開始後に増えたことを枠線外書き込みでボヤいている。
「K.I.E」は「反応速度論的同位体効果研究同好会」の略とされている。
各話
1. セノダの伝説 level 1 - 7号掲載
2. スーパーメロウシスターズ level 1 - 11号掲載
3. セノダの伝説 level 2 - 16号掲載
4. セノダの伝説 level 3～8 とんで 9 - 22号掲載
5. セノダの伝説 FINAL FIGHT - 28号掲載

あらすじ
全校生徒1446人中、1421人が女生徒の私立北鳳高校。校長は正義の味方少年団を結成し、悪質な女生徒たちに対抗させようとする。

主要登場人物
八七一 一四（やない かずし）
姉妹校である南凰高校の総番を締めて退学。北鳳高校に転校してきた。通称「ブラックジャック」（8+7+1+1+4=21になることから）または「ジャック」。
姉柿 礼衣（あねがき れい）
K.I.Eのメンバー。女嫌いのおかま。
照念院 義隆（しょうねんいん よしたか）
K.I.Eのメンバー。修行僧。念による遠当てのような技も使える。
山葉 八段（やまば はちだん）
K.I.Eのメンバー。校長の息子。メカフェチを自称し、コンピュータへのハッキングなども得意。

## まかいのもりのあかいぬま
「まかいのもりのあかいぬま」は『ビッグコミックスピリッツ』1987年7号に掲載された。

## Dがおちた日
「Dがおちた日」は『週刊少女コミック』1983年4号に掲載された。

## 書誌情報
- 『私立北鳳高校K.I.E』（学習研究社、ノーラコミックス・デラックス、1995年7月、ISBN 4-05-601039-0）
- 『依頼人から一言 たがみよしひさ傑作コレクション』（さくら出版、1999年12月、ISBN 4-916085-77-9）
ノーラコミックス・デラックス版収録の3作品を全て並録。
電子書籍版は、ぶんか社から販売されている。
- 『たがみよしひさ作品集2 ミステリー編』（ぶんか社、2009年4月、ISBN 978-4-8211-8764-5）
「雪の風景」「幽霊荘奇譚」「滑落の氷河」「女房殺人事件」「すんませんけど捕物帳」『なくしたピース』「雨 -RAIN-」「DESIRE」「サマーバケーション」「蒼天幻想」「だれかが見ている」「殺さずにいられない」「雪の降る日は気をつけて」「紅葉狩」「疾風迅雷 -はしるいかずち-」「38P」を並録。